# Kostel svatého Michaela Archanděla (Ruský Potok)
Cerkev svatého Michaela Archanděla je pravoslavná filiální cerkev nalézající se v obci Ruský Potok. Patří k farnosti Nanebevstoupení Páně v této obci, v arciděkanství pro okresy Humenné a Snina v prešovské eparchii Pravoslavné církve v Čechách a na Slovensku.
Cerkev byla postavena v unikátním typu karpatských kostelů charakteristickém pro sninský region a spolu se zvonicí a ohradní zdí je chráněna jako národní kulturní památka Slovenské republiky.

## Historie
Kostel byl postaven v roce 1740 jako řeckokatolický chrám. V 50. letech 20. století byl přestavěn na pravoslavný chrám, poté byl vrácen řeckokatolíkům, aby jej od roku 2000 opět využívali pravoslavní. Ikonostas byl restaurován v letech 1933 a 1960.

## Architektura a vybavení
Kostel je dřevěný na kamenných základech. Má tři stavební části s trojboce uzavřeným presbytářem a k němu přiléhající širší lodí. Na konstrukci babince stojí hladce opláštěná věž zakončená cibulovitou bání s kovovým křížem. Nad presbytářem je rovněž malá věžička zakončená cibulovitou bání. V polovině výšky stěn obklopuje kostel další okapová stříška podepřená vyřezávanými rysy. Střecha je pokryta šindelem.

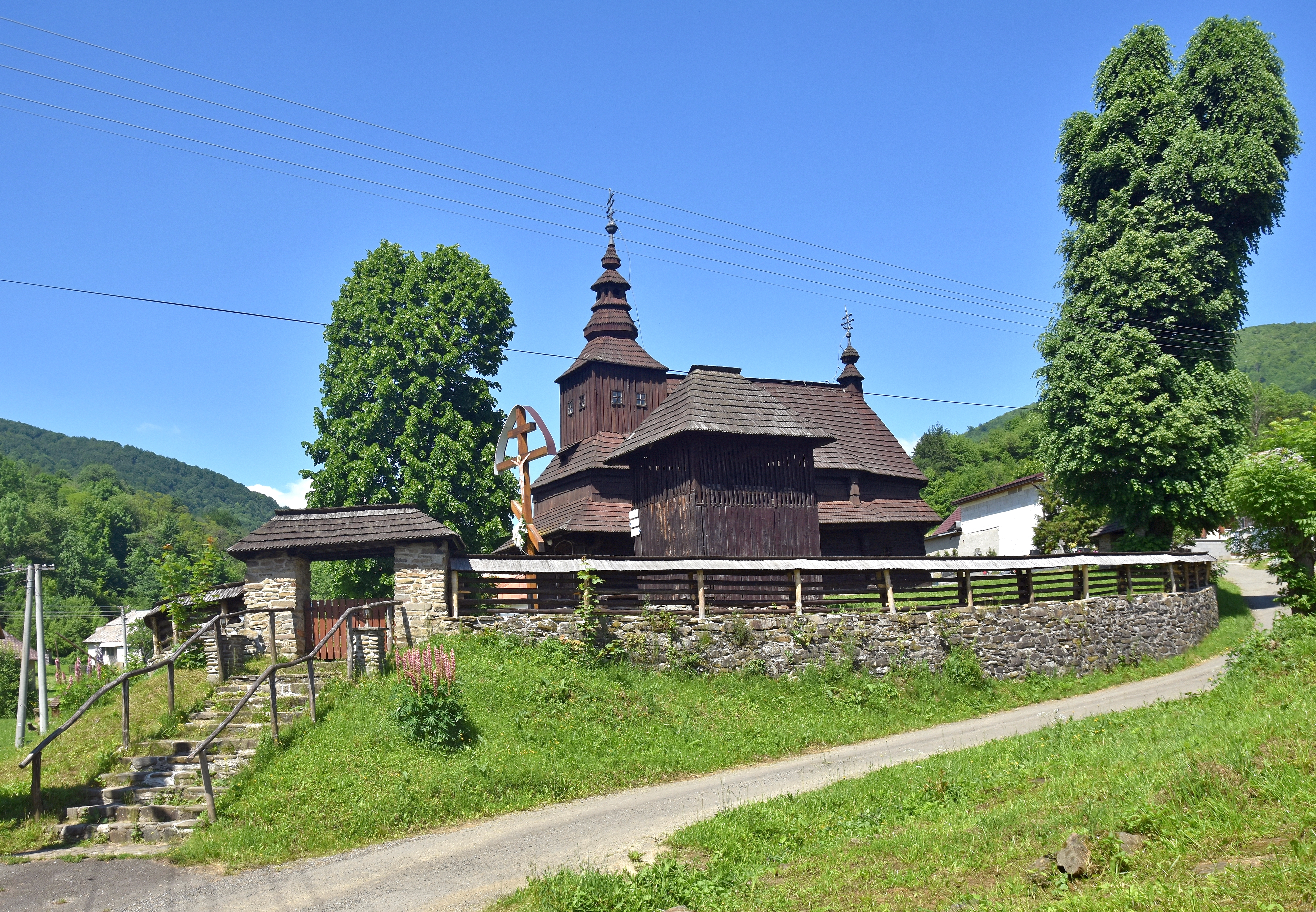
Celkový pohled
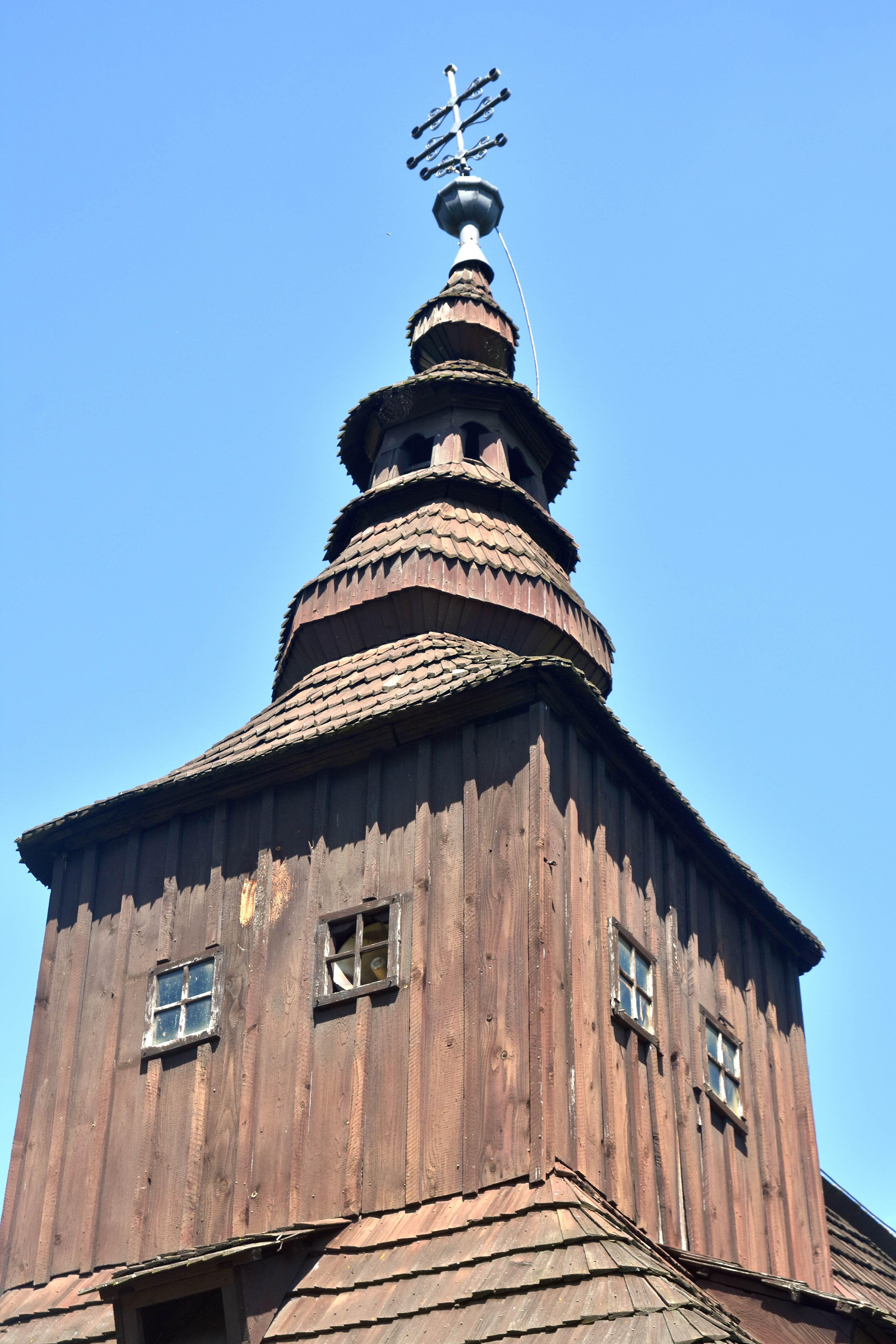
Věž nad babincem
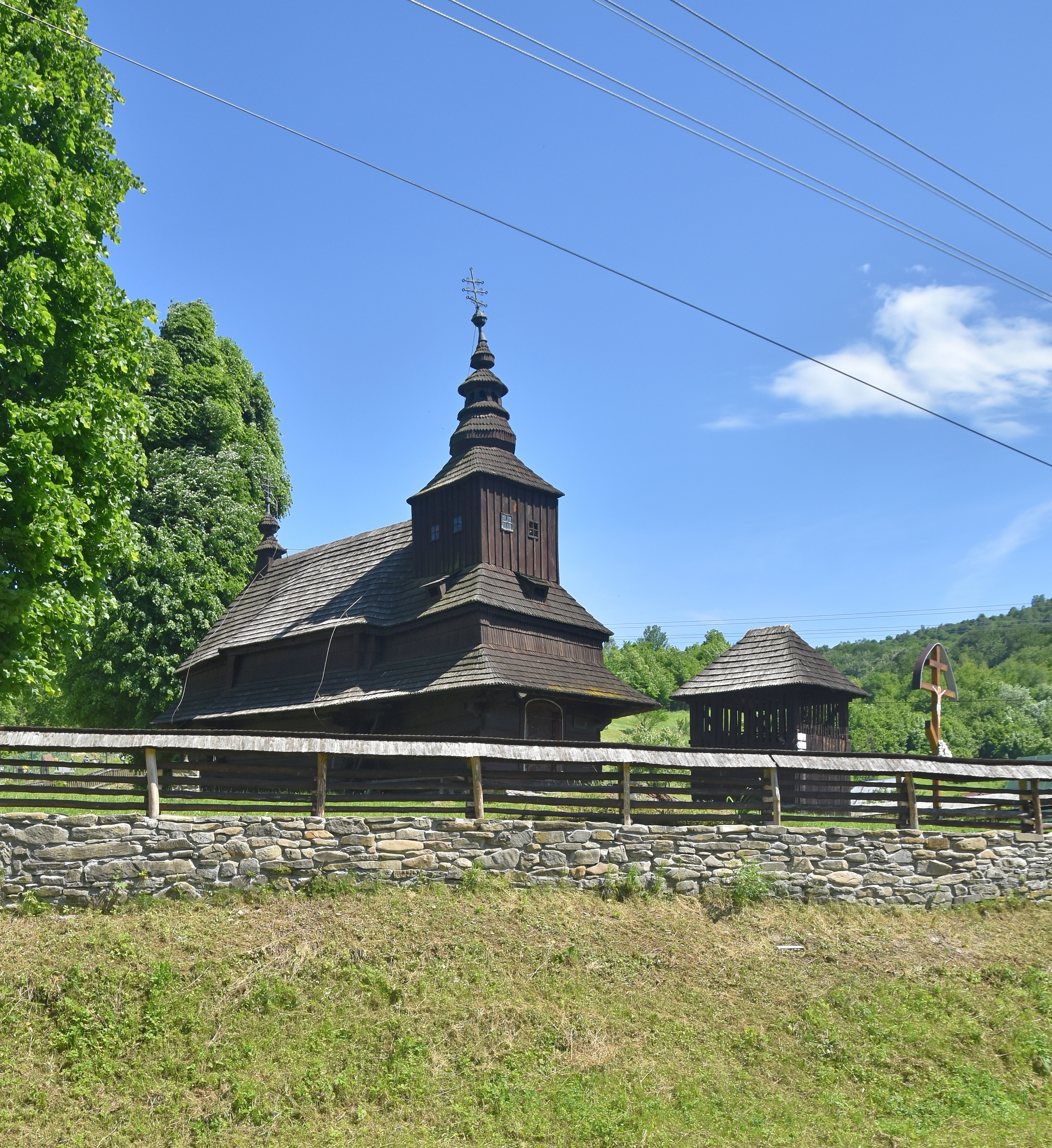
Pohled od západu

Ve vnitřku nad kněžištěm a lodí jsou neúplné roubené střechy doplněné plochými stropy. Babinec je plochostropý. V kněžišti je umístěn barokní hlavní oltář s pietní ikonou z poloviny 18. století s malovaným tabernákulem. Kompletní čtyřpatrový barokní ikonostas z 18. století s patronátní ikonou svatého Michaela Archanděla zabírá nejen celý prostor mezi presbytářem a lodí, ale i část stěn lodi. Dochovaly se také liturgické knihy ze 17. století.

## Okolí kostela
Vedle kostela stojí dřevěná zvonice postavená v roce 1956, do které byly přeneseny tři zvony z chrámové věže. Zvonice je postavena na čtvercovém půdorysu, zakončená šindelovou stanovou střechou. Kostel je obehnán kamenným a dřevěným plotem se dvěma branami se šindelovými stříškami.

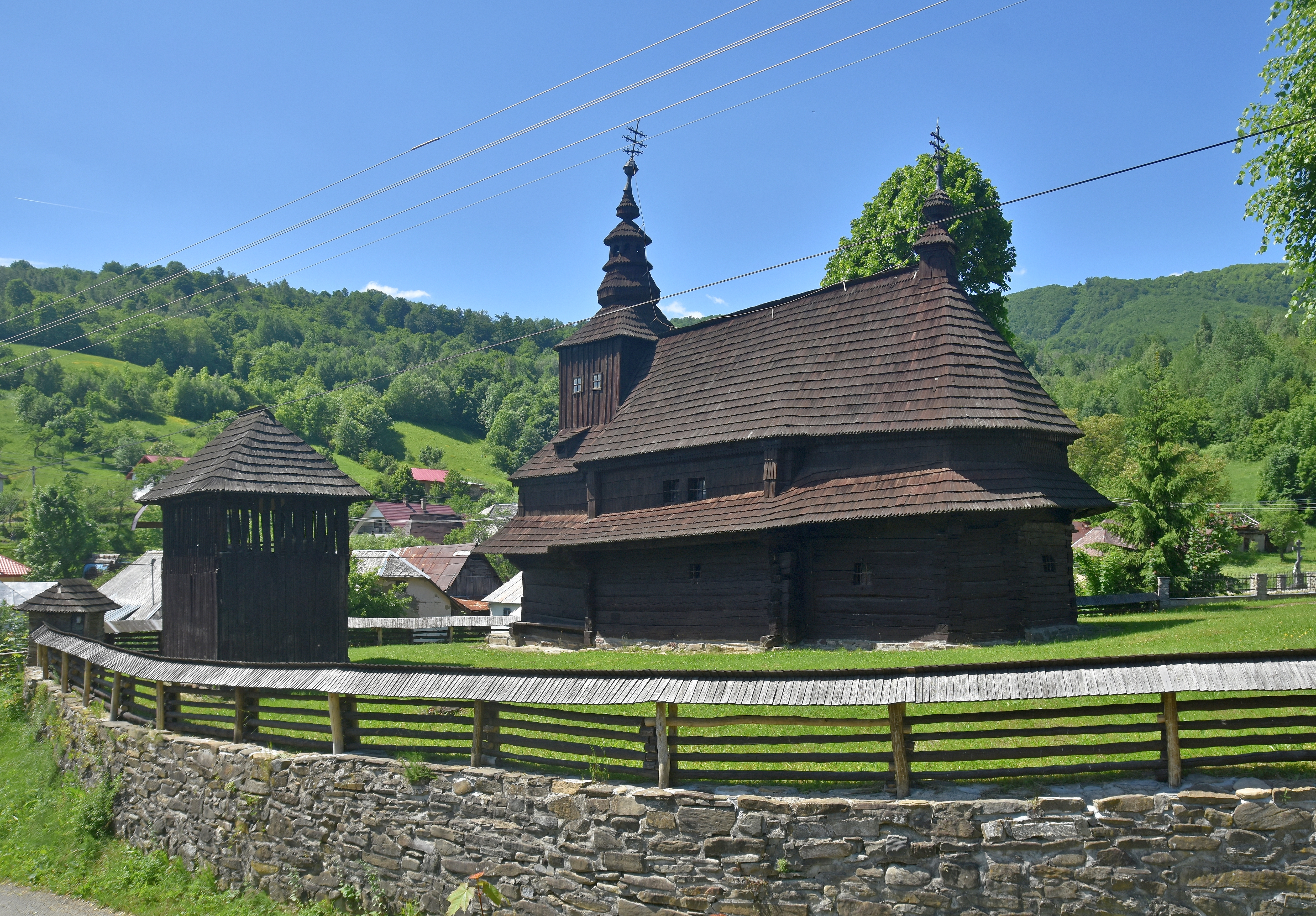
Boční průčelí
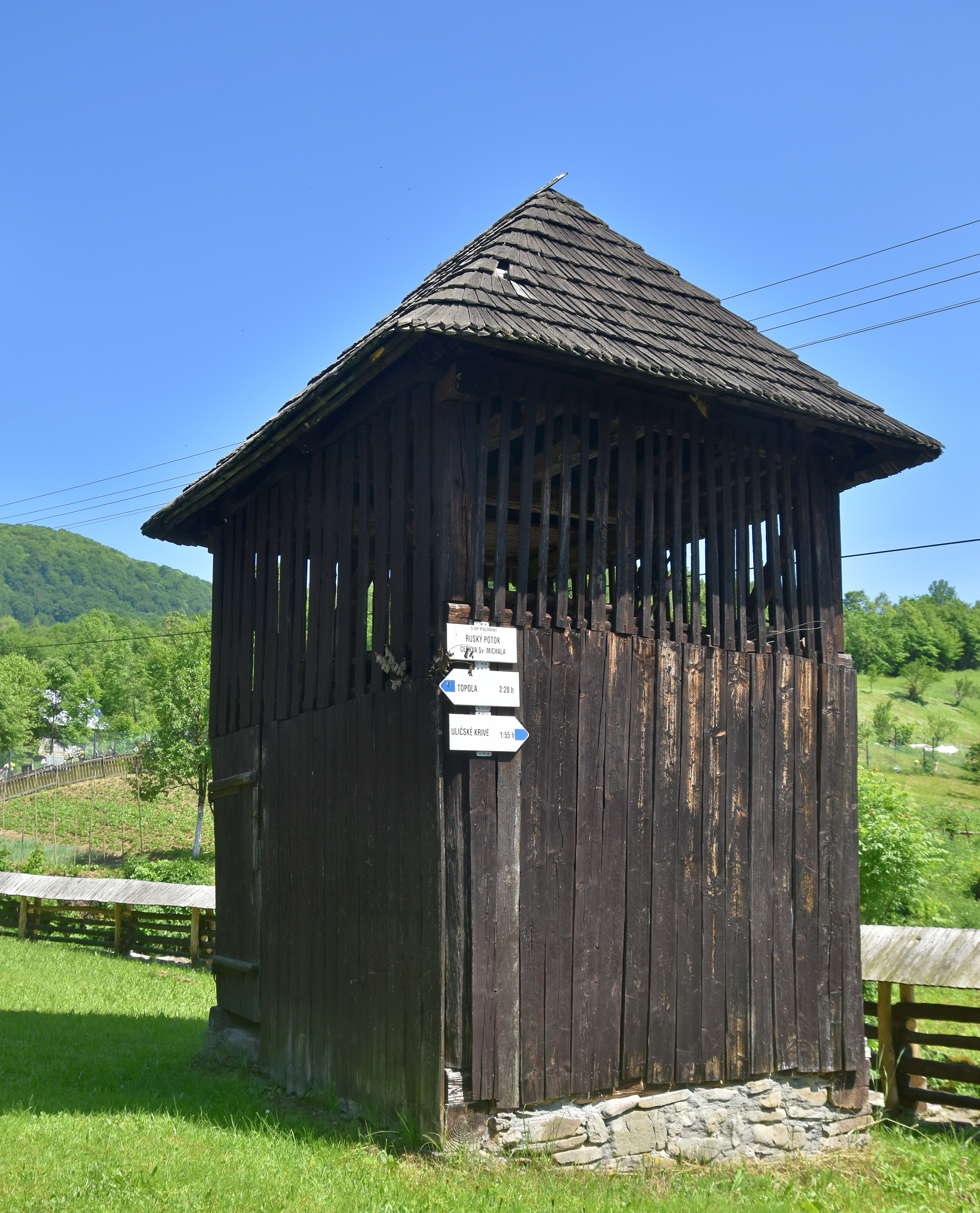
Zvonice
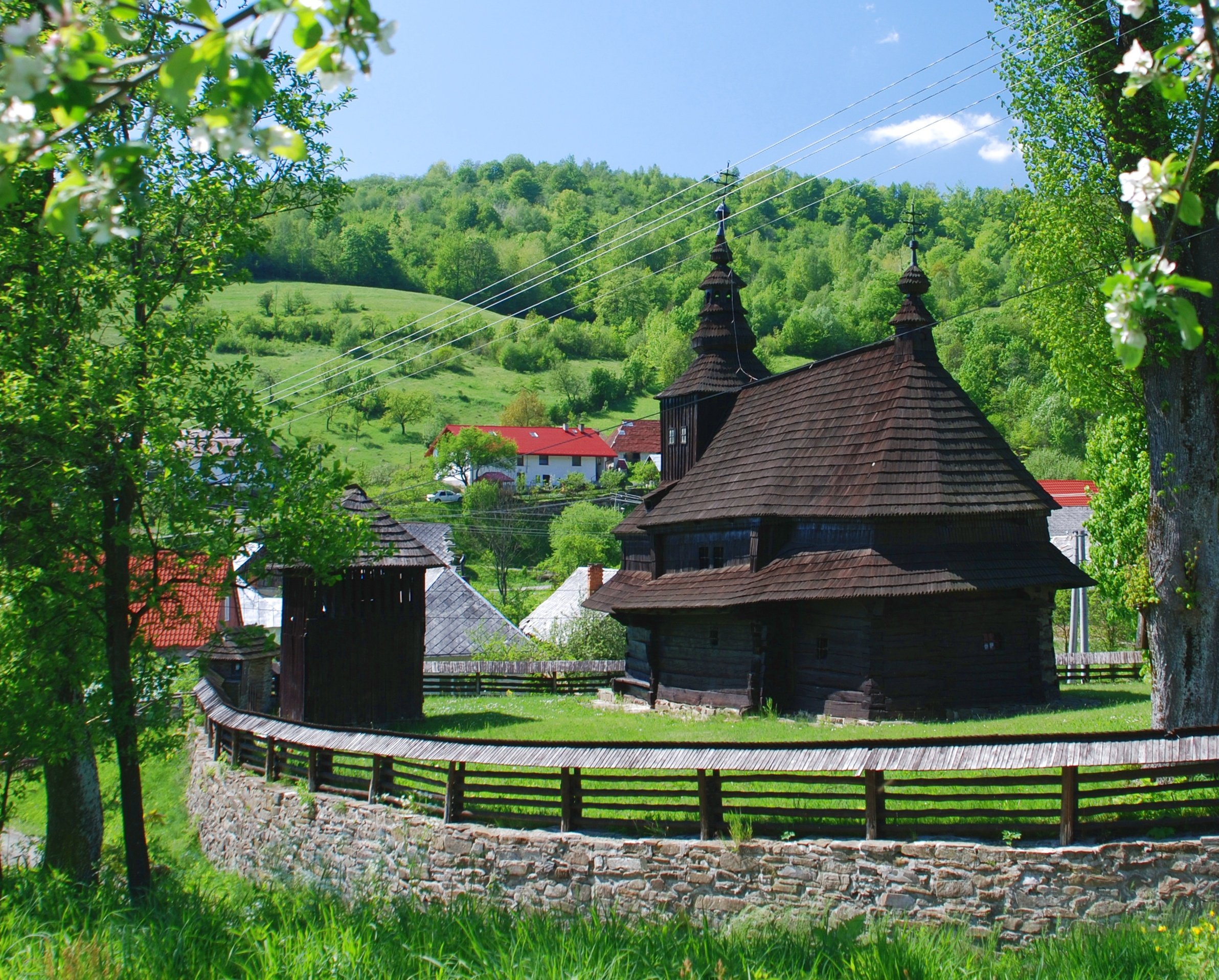
Pohled od východu

## Turistika
Cerkev se nalézá na modré turistické stezce spojující Uličské Krivé - Sedlo pod Vežonou (500 m) - Ruský Potok (443 m) - Sedlo pod Kyčerou (660 m) - Topoľa, pomník Alesandra Duchnoviće (393 m).